# Sangfugle
Sangfugle (Passeri) er en undergruppe af spurvefuglene. De udgør flertallet af spurvefugle med omkring 4000 arter. Alle europæiske spurvefugle tilhører sangfuglene. Det vil sige at fugle som gråspurv, landsvale og nattergal alle er sangfugle. De må ikke forveksles med sangere. Et andet navn for sangfugle er osciner.

## Fællestræk
Alle sangfugle har 5-9 par muskler omkring stemmeorganet syrinx, nederst i luftrøret.

Det gør dem i stand til at frembringe mangeartede lyde. Nogle sangfugle kan ligefrem imitere andre fugle, f.eks stæren og skovskaden.
Sangen anvendes bl.a til at markere sig overfor artsfæller og for at tiltrække sig en mage. I de senere år er forskere i højere grad begyndt at sammenligne sangen fra forskellige populationer af fugle inden for samme art. Hvis sangen er tilstrækkelig forskellig, er der sandsynligvis tale om to forskellige arter. Det er en af grundene til, at mange nye arter er blevet videnskabeligt beskrevet i de seneste år. Disse arter blev ofte tidligere kaldt underarter.

Spurvefuglene udviklede sig i første omgang på resterne af det store sydkontinent Gondwanaland, sandsynligvis siden kridttiden for mere end 65 millioner år siden. Sangfuglene er resultatet af en opsplitning af spurvefuglene, da Australien ved kontinentaldrift blev adskilt fra Sydamerika og Antarktis. De spurvefugle, der udviklede sig i Sydamerika opfattes i dag som en anden underorden (infraorden), kaldet Tyranni. Australien var i millioner af år isoleret fra Sydøstasien, så i første omgang udviklede sangfuglene sig kun her. Senere da kontinenterne nærmede sig hinanden, spredte de sig til Asien og Afrika. Via det nordøstlige Asien og Nordamerika blev sangfuglene også spredt til Sydamerika, hvor f.eks. tangarer udviklede sig.
Fuglehjernen mangler hjernebark. Til gengæld har en sangfugls hjerne fire gange så mange neuroner pr cm3 som en kats eller en hunds. Hos ravne er der tale om omkring 14 gange så mange.

## Klassifikation
Klassifikationen af fuglene er under stærk forandring, siden man i 1980'erne og 1990'erne begyndte at benytte fugles arvemateriale, DNA til at afgøre deres indbyrdes slægtskab. Man forsøger at inddele fuglene, så de kan indsættes i kladogrammer, hvor alle grupper er monofyletiske. En monofyletisk gruppe (f.eks sangfugle) består af arter, der alle har fælles stamform, og ingen arter må befinde sig udenfor gruppen og samtidig have denne stamform.
En del familier mangler danske navne, hvilket bl.a. skyldes at visse familier er blevet splittet op, så nye derved er dannet. Ikke alle nye familier har endnu nået at få danske navne.
Underordnen sangfugle deles inden for fylogenetisk systematik i flere såkaldte parvordner (af latin parvus = lille)
.
De to største kaldes Corvida og Passerida. De andre parvordner er ikke veldefinerede, fordi sangfuglenes indbyrdes slægtskab stadig er uklar. Derfor kaldes de først udspaltede grupper af sangfugle her blot for "australske sangfugle".

|  | Basal gruppe med jernspurve og andre                                                                                        |
|  | |
|  | \| \| Familien Passeridae (spurve og snefinker) \| \| \| \| \| \| "Nine-primaried oscines" (omkring 1000 arter) \| \| \| \| |
|  | |
|  | Familien Passeridae (spurve og snefinker)                                                                                   |
|  | |
|  | "Nine-primaried oscines" (omkring 1000 arter)                                                                               |
|  | |

|  | Familien Passeridae (spurve og snefinker)     |
|  |                                               |
|  | "Nine-primaried oscines" (omkring 1000 arter) |
|  |                                               |

|  | Basal gruppe med jernspurve og andre                                                                                        |
|  | |
|  | \| \| Familien Passeridae (spurve og snefinker) \| \| \| \| \| \| "Nine-primaried oscines" (omkring 1000 arter) \| \| \| \| |
|  | |
|  | Familien Passeridae (spurve og snefinker)                                                                                   |
|  | |
|  | "Nine-primaried oscines" (omkring 1000 arter)                                                                               |
|  | |

|  | Familien Passeridae (spurve og snefinker)     |
|  |                                               |
|  | "Nine-primaried oscines" (omkring 1000 arter) |
|  |                                               |

|  | Basal gruppe med jernspurve og andre                                                                                        |
|  | |
|  | \| \| Familien Passeridae (spurve og snefinker) \| \| \| \| \| \| "Nine-primaried oscines" (omkring 1000 arter) \| \| \| \| |
|  | |
|  | Familien Passeridae (spurve og snefinker)                                                                                   |
|  | |
|  | "Nine-primaried oscines" (omkring 1000 arter)                                                                               |
|  | |

|  | Familien Passeridae (spurve og snefinker)     |
|  |                                               |
|  | "Nine-primaried oscines" (omkring 1000 arter) |
|  |                                               |

|  | Basal gruppe med jernspurve og andre                                                                                        |
|  | |
|  | \| \| Familien Passeridae (spurve og snefinker) \| \| \| \| \| \| "Nine-primaried oscines" (omkring 1000 arter) \| \| \| \| |
|  | |
|  | Familien Passeridae (spurve og snefinker)                                                                                   |
|  | |
|  | "Nine-primaried oscines" (omkring 1000 arter)                                                                               |
|  | |

|  | Familien Passeridae (spurve og snefinker)     |
|  |                                               |
|  | "Nine-primaried oscines" (omkring 1000 arter) |
|  |                                               |

|  | Basal gruppe med jernspurve og andre                                                                                        |
|  | |
|  | \| \| Familien Passeridae (spurve og snefinker) \| \| \| \| \| \| "Nine-primaried oscines" (omkring 1000 arter) \| \| \| \| |
|  | |
|  | Familien Passeridae (spurve og snefinker)                                                                                   |
|  | |
|  | "Nine-primaried oscines" (omkring 1000 arter)                                                                               |
|  | |

|  | Familien Passeridae (spurve og snefinker)     |
|  |                                               |
|  | "Nine-primaried oscines" (omkring 1000 arter) |
|  |                                               |

|  | Basal gruppe med jernspurve og andre                                                                                        |
|  | |
|  | \| \| Familien Passeridae (spurve og snefinker) \| \| \| \| \| \| "Nine-primaried oscines" (omkring 1000 arter) \| \| \| \| |
|  | |
|  | Familien Passeridae (spurve og snefinker)                                                                                   |
|  | |
|  | "Nine-primaried oscines" (omkring 1000 arter)                                                                               |
|  | |

|  | Familien Passeridae (spurve og snefinker)     |
|  |                                               |
|  | "Nine-primaried oscines" (omkring 1000 arter) |
|  |                                               |

|  | Basal gruppe med jernspurve og andre                                                                                        |
|  | |
|  | \| \| Familien Passeridae (spurve og snefinker) \| \| \| \| \| \| "Nine-primaried oscines" (omkring 1000 arter) \| \| \| \| |
|  | |
|  | Familien Passeridae (spurve og snefinker)                                                                                   |
|  | |
|  | "Nine-primaried oscines" (omkring 1000 arter)                                                                               |
|  | |

|  | Familien Passeridae (spurve og snefinker)     |
|  |                                               |
|  | "Nine-primaried oscines" (omkring 1000 arter) |
|  |                                               |

|  | Basal gruppe med jernspurve og andre                                                                                        |
|  | |
|  | \| \| Familien Passeridae (spurve og snefinker) \| \| \| \| \| \| "Nine-primaried oscines" (omkring 1000 arter) \| \| \| \| |
|  | |
|  | Familien Passeridae (spurve og snefinker)                                                                                   |
|  | |
|  | "Nine-primaried oscines" (omkring 1000 arter)                                                                               |
|  | |

|  | Familien Passeridae (spurve og snefinker)     |
|  |                                               |
|  | "Nine-primaried oscines" (omkring 1000 arter) |
|  |                                               |

|  | Basal gruppe med jernspurve og andre                                                                                        |
|  | |
|  | \| \| Familien Passeridae (spurve og snefinker) \| \| \| \| \| \| "Nine-primaried oscines" (omkring 1000 arter) \| \| \| \| |
|  | |
|  | Familien Passeridae (spurve og snefinker)                                                                                   |
|  | |
|  | "Nine-primaried oscines" (omkring 1000 arter)                                                                               |
|  | |

|  | Familien Passeridae (spurve og snefinker)     |
|  |                                               |
|  | "Nine-primaried oscines" (omkring 1000 arter) |
|  |                                               |

|  | Basal gruppe med jernspurve og andre                                                                                        |
|  | |
|  | \| \| Familien Passeridae (spurve og snefinker) \| \| \| \| \| \| "Nine-primaried oscines" (omkring 1000 arter) \| \| \| \| |
|  | |
|  | Familien Passeridae (spurve og snefinker)                                                                                   |
|  | |
|  | "Nine-primaried oscines" (omkring 1000 arter)                                                                               |
|  | |

|  | Familien Passeridae (spurve og snefinker)     |
|  |                                               |
|  | "Nine-primaried oscines" (omkring 1000 arter) |
|  |                                               |

|  | Basal gruppe med jernspurve og andre                                                                                        |
|  | |
|  | \| \| Familien Passeridae (spurve og snefinker) \| \| \| \| \| \| "Nine-primaried oscines" (omkring 1000 arter) \| \| \| \| |
|  | |
|  | Familien Passeridae (spurve og snefinker)                                                                                   |
|  | |
|  | "Nine-primaried oscines" (omkring 1000 arter)                                                                               |
|  | |

|  | Familien Passeridae (spurve og snefinker)     |
|  |                                               |
|  | "Nine-primaried oscines" (omkring 1000 arter) |
|  |                                               |

|  | Basal gruppe med jernspurve og andre                                                                                        |
|  | |
|  | \| \| Familien Passeridae (spurve og snefinker) \| \| \| \| \| \| "Nine-primaried oscines" (omkring 1000 arter) \| \| \| \| |
|  | |
|  | Familien Passeridae (spurve og snefinker)                                                                                   |
|  | |
|  | "Nine-primaried oscines" (omkring 1000 arter)                                                                               |
|  | |

|  | Familien Passeridae (spurve og snefinker)     |
|  |                                               |
|  | "Nine-primaried oscines" (omkring 1000 arter) |
|  |                                               |

|  | Basal gruppe med jernspurve og andre                                                                                        |
|  | |
|  | \| \| Familien Passeridae (spurve og snefinker) \| \| \| \| \| \| "Nine-primaried oscines" (omkring 1000 arter) \| \| \| \| |
|  | |
|  | Familien Passeridae (spurve og snefinker)                                                                                   |
|  | |
|  | "Nine-primaried oscines" (omkring 1000 arter)                                                                               |
|  | |

|  | Familien Passeridae (spurve og snefinker)     |
|  |                                               |
|  | "Nine-primaried oscines" (omkring 1000 arter) |
|  |                                               |

|  | Basal gruppe med jernspurve og andre                                                                                        |
|  | |
|  | \| \| Familien Passeridae (spurve og snefinker) \| \| \| \| \| \| "Nine-primaried oscines" (omkring 1000 arter) \| \| \| \| |
|  | |
|  | Familien Passeridae (spurve og snefinker)                                                                                   |
|  | |
|  | "Nine-primaried oscines" (omkring 1000 arter)                                                                               |
|  | |

|  | Familien Passeridae (spurve og snefinker)     |
|  |                                               |
|  | "Nine-primaried oscines" (omkring 1000 arter) |
|  |                                               |

|  | Basal gruppe med jernspurve og andre                                                                                        |
|  | |
|  | \| \| Familien Passeridae (spurve og snefinker) \| \| \| \| \| \| "Nine-primaried oscines" (omkring 1000 arter) \| \| \| \| |
|  | |
|  | Familien Passeridae (spurve og snefinker)                                                                                   |
|  | |
|  | "Nine-primaried oscines" (omkring 1000 arter)                                                                               |
|  | |

|  | Familien Passeridae (spurve og snefinker)     |
|  |                                               |
|  | "Nine-primaried oscines" (omkring 1000 arter) |
|  |                                               |

|  | Basal gruppe med jernspurve og andre                                                                                        |
|  | |
|  | \| \| Familien Passeridae (spurve og snefinker) \| \| \| \| \| \| "Nine-primaried oscines" (omkring 1000 arter) \| \| \| \| |
|  | |
|  | Familien Passeridae (spurve og snefinker)                                                                                   |
|  | |
|  | "Nine-primaried oscines" (omkring 1000 arter)                                                                               |
|  | |

|  | Familien Passeridae (spurve og snefinker)     |
|  |                                               |
|  | "Nine-primaried oscines" (omkring 1000 arter) |
|  |                                               |

|  | Basal gruppe med jernspurve og andre                                                                                        |
|  | |
|  | \| \| Familien Passeridae (spurve og snefinker) \| \| \| \| \| \| "Nine-primaried oscines" (omkring 1000 arter) \| \| \| \| |
|  | |
|  | Familien Passeridae (spurve og snefinker)                                                                                   |
|  | |
|  | "Nine-primaried oscines" (omkring 1000 arter)                                                                               |
|  | |

|  | Familien Passeridae (spurve og snefinker)     |
|  |                                               |
|  | "Nine-primaried oscines" (omkring 1000 arter) |
|  |                                               |

|  | Basal gruppe med jernspurve og andre                                                                                        |
|  | |
|  | \| \| Familien Passeridae (spurve og snefinker) \| \| \| \| \| \| "Nine-primaried oscines" (omkring 1000 arter) \| \| \| \| |
|  | |
|  | Familien Passeridae (spurve og snefinker)                                                                                   |
|  | |
|  | "Nine-primaried oscines" (omkring 1000 arter)                                                                               |
|  | |

|  | Familien Passeridae (spurve og snefinker)     |
|  |                                               |
|  | "Nine-primaried oscines" (omkring 1000 arter) |
|  |                                               |

|  | Basal gruppe med jernspurve og andre                                                                                        |
|  | |
|  | \| \| Familien Passeridae (spurve og snefinker) \| \| \| \| \| \| "Nine-primaried oscines" (omkring 1000 arter) \| \| \| \| |
|  | |
|  | Familien Passeridae (spurve og snefinker)                                                                                   |
|  | |
|  | "Nine-primaried oscines" (omkring 1000 arter)                                                                               |
|  | |

|  | Familien Passeridae (spurve og snefinker)     |
|  |                                               |
|  | "Nine-primaried oscines" (omkring 1000 arter) |
|  |                                               |

|  | Basal gruppe med jernspurve og andre                                                                                        |
|  | |
|  | \| \| Familien Passeridae (spurve og snefinker) \| \| \| \| \| \| "Nine-primaried oscines" (omkring 1000 arter) \| \| \| \| |
|  | |
|  | Familien Passeridae (spurve og snefinker)                                                                                   |
|  | |
|  | "Nine-primaried oscines" (omkring 1000 arter)                                                                               |
|  | |

|  | Familien Passeridae (spurve og snefinker)     |
|  |                                               |
|  | "Nine-primaried oscines" (omkring 1000 arter) |
|  |                                               |

|  | Basal gruppe med jernspurve og andre                                                                                        |
|  | |
|  | \| \| Familien Passeridae (spurve og snefinker) \| \| \| \| \| \| "Nine-primaried oscines" (omkring 1000 arter) \| \| \| \| |
|  | |
|  | Familien Passeridae (spurve og snefinker)                                                                                   |
|  | |
|  | "Nine-primaried oscines" (omkring 1000 arter)                                                                               |
|  | |

|  | Familien Passeridae (spurve og snefinker)     |
|  |                                               |
|  | "Nine-primaried oscines" (omkring 1000 arter) |
|  |                                               |

|  | Basal gruppe med jernspurve og andre                                                                                        |
|  | |
|  | \| \| Familien Passeridae (spurve og snefinker) \| \| \| \| \| \| "Nine-primaried oscines" (omkring 1000 arter) \| \| \| \| |
|  | |
|  | Familien Passeridae (spurve og snefinker)                                                                                   |
|  | |
|  | "Nine-primaried oscines" (omkring 1000 arter)                                                                               |
|  | |

|  | Familien Passeridae (spurve og snefinker)     |
|  |                                               |
|  | "Nine-primaried oscines" (omkring 1000 arter) |
|  |                                               |

|  | Basal gruppe med jernspurve og andre                                                                                        |
|  | |
|  | \| \| Familien Passeridae (spurve og snefinker) \| \| \| \| \| \| "Nine-primaried oscines" (omkring 1000 arter) \| \| \| \| |
|  | |
|  | Familien Passeridae (spurve og snefinker)                                                                                   |
|  | |
|  | "Nine-primaried oscines" (omkring 1000 arter)                                                                               |
|  | |

|  | Familien Passeridae (spurve og snefinker)     |
|  |                                               |
|  | "Nine-primaried oscines" (omkring 1000 arter) |
|  |                                               |

|  | Basal gruppe med jernspurve og andre                                                                                        |
|  | |
|  | \| \| Familien Passeridae (spurve og snefinker) \| \| \| \| \| \| "Nine-primaried oscines" (omkring 1000 arter) \| \| \| \| |
|  | |
|  | Familien Passeridae (spurve og snefinker)                                                                                   |
|  | |
|  | "Nine-primaried oscines" (omkring 1000 arter)                                                                               |
|  | |

|  | Familien Passeridae (spurve og snefinker)     |
|  |                                               |
|  | "Nine-primaried oscines" (omkring 1000 arter) |
|  |                                               |

|  | Basal gruppe med jernspurve og andre                                                                                        |
|  | |
|  | \| \| Familien Passeridae (spurve og snefinker) \| \| \| \| \| \| "Nine-primaried oscines" (omkring 1000 arter) \| \| \| \| |
|  | |
|  | Familien Passeridae (spurve og snefinker)                                                                                   |
|  | |
|  | "Nine-primaried oscines" (omkring 1000 arter)                                                                               |
|  | |

|  | Familien Passeridae (spurve og snefinker)     |
|  |                                               |
|  | "Nine-primaried oscines" (omkring 1000 arter) |
|  |                                               |

|  | Basal gruppe med jernspurve og andre                                                                                        |
|  | |
|  | \| \| Familien Passeridae (spurve og snefinker) \| \| \| \| \| \| "Nine-primaried oscines" (omkring 1000 arter) \| \| \| \| |
|  | |
|  | Familien Passeridae (spurve og snefinker)                                                                                   |
|  | |
|  | "Nine-primaried oscines" (omkring 1000 arter)                                                                               |
|  | |

|  | Familien Passeridae (spurve og snefinker)     |
|  |                                               |
|  | "Nine-primaried oscines" (omkring 1000 arter) |
|  |                                               |

|  | Basal gruppe med jernspurve og andre                                                                                        |
|  | |
|  | \| \| Familien Passeridae (spurve og snefinker) \| \| \| \| \| \| "Nine-primaried oscines" (omkring 1000 arter) \| \| \| \| |
|  | |
|  | Familien Passeridae (spurve og snefinker)                                                                                   |
|  | |
|  | "Nine-primaried oscines" (omkring 1000 arter)                                                                               |
|  | |

|  | Familien Passeridae (spurve og snefinker)     |
|  |                                               |
|  | "Nine-primaried oscines" (omkring 1000 arter) |
|  |                                               |

|  | Basal gruppe med jernspurve og andre                                                                                        |
|  | |
|  | \| \| Familien Passeridae (spurve og snefinker) \| \| \| \| \| \| "Nine-primaried oscines" (omkring 1000 arter) \| \| \| \| |
|  | |
|  | Familien Passeridae (spurve og snefinker)                                                                                   |
|  | |
|  | "Nine-primaried oscines" (omkring 1000 arter)                                                                               |
|  | |

|  | Familien Passeridae (spurve og snefinker)     |
|  |                                               |
|  | "Nine-primaried oscines" (omkring 1000 arter) |
|  |                                               |

|  | Basal gruppe med jernspurve og andre                                                                                        |
|  | |
|  | \| \| Familien Passeridae (spurve og snefinker) \| \| \| \| \| \| "Nine-primaried oscines" (omkring 1000 arter) \| \| \| \| |
|  | |
|  | Familien Passeridae (spurve og snefinker)                                                                                   |
|  | |
|  | "Nine-primaried oscines" (omkring 1000 arter)                                                                               |
|  | |

|  | Familien Passeridae (spurve og snefinker)     |
|  |                                               |
|  | "Nine-primaried oscines" (omkring 1000 arter) |
|  |                                               |

|  | Basal gruppe med jernspurve og andre                                                                                        |
|  | |
|  | \| \| Familien Passeridae (spurve og snefinker) \| \| \| \| \| \| "Nine-primaried oscines" (omkring 1000 arter) \| \| \| \| |
|  | |
|  | Familien Passeridae (spurve og snefinker)                                                                                   |
|  | |
|  | "Nine-primaried oscines" (omkring 1000 arter)                                                                               |
|  | |

|  | Familien Passeridae (spurve og snefinker)     |
|  |                                               |
|  | "Nine-primaried oscines" (omkring 1000 arter) |
|  |                                               |

|  | Basal gruppe med jernspurve og andre                                                                                        |
|  | |
|  | \| \| Familien Passeridae (spurve og snefinker) \| \| \| \| \| \| "Nine-primaried oscines" (omkring 1000 arter) \| \| \| \| |
|  | |
|  | Familien Passeridae (spurve og snefinker)                                                                                   |
|  | |
|  | "Nine-primaried oscines" (omkring 1000 arter)                                                                               |
|  | |

|  | Familien Passeridae (spurve og snefinker)     |
|  |                                               |
|  | "Nine-primaried oscines" (omkring 1000 arter) |
|  |                                               |

|  | Basal gruppe med jernspurve og andre                                                                                        |
|  | |
|  | \| \| Familien Passeridae (spurve og snefinker) \| \| \| \| \| \| "Nine-primaried oscines" (omkring 1000 arter) \| \| \| \| |
|  | |
|  | Familien Passeridae (spurve og snefinker)                                                                                   |
|  | |
|  | "Nine-primaried oscines" (omkring 1000 arter)                                                                               |
|  | |

|  | Familien Passeridae (spurve og snefinker)     |
|  |                                               |
|  | "Nine-primaried oscines" (omkring 1000 arter) |
|  |                                               |

### Australske sangfugle
De ældste udviklingslinjer blandt sangfuglene, hvis stamformer gav ophav til de andre sangfugle-grupper, har alle hjemme i Australasien. Kun meget få arter fra denne gruppe har en geografisk udbredelse, der overskrider den såkaldte Wallace-linje. Arterne i gruppen er altså stort set kun udbredt i området syd og øst for denne linje, hvilket vil sige i Australien, Ny Guinea, New Zealand osv.
Lyrehaler og kratfugle menes at danne "søstergruppe" til resten af sangfuglene. Det vil sige, at de har fælles nærmeste stamform med resten af sangfuglene.
- Lyrehaler (Menuridae), 1 slægt
- Kratfugle (Atrichornithidae), 1 slægt
- Løvhyttefugle (Ptilonorhynchidae), 8 slægter
- Barkløbere (Climacteridae), 2 slægter
- Maluridae (alfesmutter og græssmutter), 6 slægter

- Honningædere (Meliphagidae), 43 slægter
- Børstesangere (Dasyornithidae), 1 slægt
- Panterfugle (Pardalotidae), 1 slægt
- Australasiatiske sangere (Acanthizidae), 13 slægter

Et eksempel på en art fra denne gruppe er sortstrubet alfesmutte.

### Gruppen Corvida
Parvordnen Corvida er en mindre gruppe, der (bortset fra nogle enkelte familier) fortrinsvis er udbredt i Australien, Polynesien, Sydøstasien og Afrika. Denne gruppe menes at være søstergruppe til resten af sangfuglene (Passerida)
.
Som de eneste af Australiens oprindelige sangfugle, er det lykkedes kragefuglene (Corvidae) at brede sig over hele verden. Og det er ikke et tilfælde, at husskade på grund af sit særprægede udseende også kaldes 'Nordens paradisfugl', for kragefuglene er, som det ses her, i samme gruppe som paradisfuglene (Paradisaeidae), der dog aldrig selv bredte sig længere end Australasien. Også pirolerne er en australsk gruppe, der har spredt sig, men de har kun nået Asien, Afrika og Europa. En enkelt art, pirol er endda nået helt til Danmark.
Eksempler på arter fra Corvida er australsk fløjtefugl, grå svalestær og raggiana-paradisfugl.
Følgende familier er repræsenteret med arter i Danmark:
- Kragefugle (Corvidae), 25 slægter
- Tornskader (Laniidae), 4 slægter
- Piroler (Oriolidae), 3 slægter

De øvrige familier:
- Australasiatiske segltimalier (Pomatostomidae), 2 slægter
- Tømmerløbere (Orthonychidae), 1 slægt
- Paramythiidae, 2 slægter (2 arter)
- Psophodidae, 4 slægter
- Platysteiridae (lapøjer og batiser), 5 slægter
- Tephrodornithidae, 3 slægter
- Hjelmtornskader (Prionopidae), 1 slægt
- Busktornskader (Malaconotidae), 8 slægter
- Fladnæb (Machaerirhynchidae), 1 slægt
- Vangaer (Vangidae), 15 slægter
- Slagterfugle (Cracticidae), 4 slægter
- Pityriaseidae, 1 art

- Svalestære (Artamidae), 1 slægt
- Ioraer (Aegithinidae), 1 slægt
- Larveædere (Campephagidae), 6 slægter
- Sitellaer (Neosittidae), 1 slægt
- Fløjtere (Pachycephalidae), 8 slægter
- Vireoer (Vireonidae), 6 slægter
- Drongoer (Dicruridae), 2 slægter
- Viftehaler (Rhipiduridae), 2 slægter
- Monarker (Monarchidae), 16 slægter
- Pottefugle (Corcoracidae), 2 slægter
- Paradisfugle (Paradisaeidae), 16 slægter

### Gruppen Passerida
Parvordnen Passerida består af resten af sangfuglene med mere end 3000 arter. Fuglene i den første gruppe, nævnt nedenfor, betragtes som hørende til de ældste udviklingslinjer indenfor dette store sangfuglekompleks, som for ca. 45 millioner år siden spredte sig fra Australien og koloniserede de øvrige kontinenter.

Efter disse familier følger "kernen" af Passerida. Den deles i en række overfamilier: Paroidea, Sylvioidea og Passeroidea samt en gruppe af beslægtede familier, hvor inddelingen i overfamilier er usikker.

#### Ældste udviklingslinjer
De første familier, der blev udspaltet findes i dag med arter i fortrinsvis Australien, New Zealand, Ny Guinea og Afrika:
- Bærpikkere (Melanocharitidae), 4 slægter
- Silkefugle (Cnemophilidae), 2 slægter
- Skæghonningæder (Notiomystidae), 1 art
- Lappekrager (Callaeidae), 3 slægter
- Sangfluesnappere (Petroicidae), 14 slægter

- Kragedrosler (Picathartidae), 1 slægt
- Klippehoppere (Chaetopidae), 1 slægt
- Riksetimalier (Eupetidae), 1 art
- Hyliotaer (Hyliotidae), 1 slægt

Et eksempel på en art herfra er rosenbuget sangfluesnapper.

#### Paroidea
Paroidea er den første af de fire grupper, som kernen af Passerida her inddeles i. Man ved endnu ikke i hvilken rækkefølge udspaltningerne skete. Derfor skal det ikke forstås som at Paroidea tilhører en ældre udviklingslinje, fordi den er nævnt først.
Overfamilien Paroidea består af blot tre familier:
- Stenostiridae, 4 slægter
- Pungmejser (Remizidae), 4 slægter
- Mejser (Paridae), 8 slægter

#### Sylvioidea
Den anden overfamilie i Passerida er Sylvioidea. Det er noget usikkert, hvilke familier den bør indeholde. Eksempler på danske arter i denne gruppe er skægmejse, sanglærke, rørsanger, gulbug, græshoppesanger, bysvale, halemejse, løvsanger og munk. Tidligere fandtes den store familie kaldet sangere (Sylviidae), men den er nu opsplittet i flere familier.

Familier med danske arter:
- Skægmejser (Panuridae), 1 art
- Lærker (Alaudidae), 21 slægter
- Acrocephalidae, 5 slægter
- Locustellidae, 9 slægter
- Cistussangere (Cisticolidae), 27 slægter

- Svaler (Hirundinidae), 19 slægter
- Halemejser (Aegithalidae), 4 slægter
- Løvsangere (Phylloscopidae), 2 slægter
- Sylviidae, 20 slægter

De øvrige familier i Sylvioidea er:
- Nicatorer (Nicatoridae), 1 slægt
- Macrosphenidae, 6 slægter
- Skæltimalier (Pnoepygidae), 1 slægt
- Donacobiidae, 1 art
- Bernieridae, 8 slægter
- Bulbul'er (Pycnonotidae), 27 slægter
- Cettiidae, 7 slægter

- Scotocercidae, 1 art
- Erythrocercidae, 1 slægt
- Brillefugle (Zosteropidae), 16 slægter
- Timalier (Timaliidae), 10 slægter
- Pellorneidae, 16 slægter
- Leiothrichidae, 13 slægter

#### Blandet gruppe med træløbere og andre
Familierne her har mere til fælles indbyrdes end de har med de andre grupper i "kernen" af Passerida. De kan samles i flere overfamilier, men det er ikke helt klart, hvordan deres indbyrdes slægtskab præcist er
.
Eksempler på danske arter i denne gruppe er fuglekonge, silkehale, spætmejse, træløber, gærdesmutte, rødstjert og solsort.
- Fuglekonger (Regulidae), 1 slægt
- Palmedrosler (Dulidae), 1 art
- Hypocoliidae, 1 art
- Hylocitreidae, 1 art
- Silkehaler (Bombycillidae), 1 slægt
- Silkemonarker (Ptilogonatidae), 3 slægter
- Murløbere (Tichodromidae), 1 art
- Spætmejser (Sittidae), 1 slægt
- Træløbere (Certhiidae), 2 slægter

- Myresnappere (Polioptilidae), 3 slægter
- Smutter (Troglodytidae), 19 slægter
- Oksehakkere (Buphagidae), 1 slægt
- Spottedrosler (Mimidae), 10 slægter
- Stære (Sturnidae), 33 slægter
- Vandstære (Cinclidae), 1 slægt
- Drosler (Turdidae), 25 slægter
- Muscicapidae (jordsangere og fluesnappere), 53 slægter

#### Passeroidea
Overfamilien Passeroidea er den sidste store gruppe af sangfugle og omfatter omkring 1500 arter. Den er nævnt sidst, fordi den er størst. Det skyldes altså ikke, at man har nogen sikker viden om, at denne udviklingslinje skulle være yngre end de andre grupper, der udgør kernen af parvordnen Passerida.
De ældste udviklingslinjer i denne gruppe er inddelt på denne måde:
- Sukkerfugle (Promeropidae), 1 slægt
- Arcanatoridae, 3 slægter og arter
- Blomsterpikkere (Dicaeidae), 2 slægter
- Solfugle (Nectariniidae), 16 slægter
- Blåfugle (Irenidae), 1 slægt
- Bladfugle (Chloropseidae), 1 slægt

- Urocynchramidae, 1 art
- Sangerfinker (Peucedramidae), 1 art
- Jernspurve (Prunellidae), 1 slægt
- Væverfugle (Ploceidae), 11 slægter
- Viduidae (atlaskfinker og paradisenker), 2 slægter
- Astrilder (Estrildidae), 31 slægter

Et eksempel på en art fra denne basale gruppe er alfeastrild.
Resten af sangfuglene kan deles i to søstergrupper, nemlig familien af spurve og snefinker (Passeridae) med 12 slægter og en stor gruppe, der på engelsk kaldes "nine-primaried oscines", hvilket betyder 'sangfugle med ni håndsvingfjer'. Denne sidste gruppe har tilsyneladende kun ni håndsvingfjer på hver vinge. I virkeligheden er den tiende fjer blot mindre og oftest skjult bag den niende håndsvingfjer. Ni synlige håndsvingfjer ses også hos andre fugle, men er mest karakteristisk for arterne i denne gruppe.

Den første udspaltning hos de "nine-primaried oscines" er familien af vipstjerte og pibere (Motacillidae) med 6 slægter. Resten af sangfuglene (omkring 1000 arter) blev en overgang samlet i én stor familie, Fringilidae (finker).

Her deles de i otte familier.
Først familier med danske arter:
- Finker (Fringillidae), 52 slægter
- Calcariidae (sporeværlinger), 3 slægter
- Værlinger (Emberizidae), 29 slægter

| |
| Snespurv (Plectrophenax nivalis) er en almindelig træk- og vintergæst i Danmark. Den var tidligere i den store familie værlinger, men er nu i den nye Calcariidae med nogle få andre arter |

| |
| Rørspurv (Emberiza schoeniclus) hører ligesom de andre danske fugle bomlærke, gulspurv og hortulan til familien værlinger |

| |
| Gråspurv (Passer domesticus) er sammen med skovspurv de eneste danske fugle i familien af spurve og snefinker (Passeridae). Denne familie findes ikke i Amerika eller Australasien, bortset fra netop gråspurven, der er blevet spredt over hele verden. |

| |
| Skovpiber (Anthus trivialis) er ligesom fx engpiber og hvid vipstjert i familien af vipstjerte og pibere (Motacillidae). |

|                                                                                         |
| Kanariefugl (Serinus canaria) er en finke (Fringillidae). Her ses en vildtlevende fugl. |

| |
| Gulirisk (Serinus serinus) er den mindste af de danske finker og nært beslægtet med kanariefuglen. Danmark ligger ved nordgrænsen for dens udbredelsesområde. Den er derfor meget sjælden her. |

Øvrige familier:
- Trupialer (Icteridae), 27 slægter
- Amerikanske sangere (Parulidae), 17 slægter
- Kardinaler (Cardinalidae), 16 slægter
- Banansmutter (Coerebidae), 1 art
- Thraupidae (tangarer og tangarfinker), 98 slægter

| |
| Banansmutte (Coereba flaveola) er i sin egen familie banansmutter. Den er udbredt med over 40 forskellige underarter i Latinamerika |

| |
| Parulasanger (Setophaga americana) er fra det østlige Nordamerika og tilhører de amerikanske sangere, der som navnet antyder kun findes i Amerika. |

| |
| Baltimoretrupial (Icterus galbula) er også fra det østlige Nordamerika, men tilhører familien trupialer. |